# Jean-Jacques Martinet
Pour les articles homonymes, voir Martinet.
Jean-Jacques Martinet est un ingénieur français né à Boulogne-sur-Mer le 4 décembre 1680 et mort à Rouen le 23 janvier 1760.
Charles de Beaurepaire le faisait pourtant naître sur la paroisse Saint-Eloi de Rouen, en se basant sur les renseignements pris sur son acte de mariage (« de la paroisse Saint-Eloy ») sur lequel il est dit avoir 36 ans ; ceci bien que son acte de décès le dise « âgé d’environ 80 ans » donc né vers 1680.

## La vie

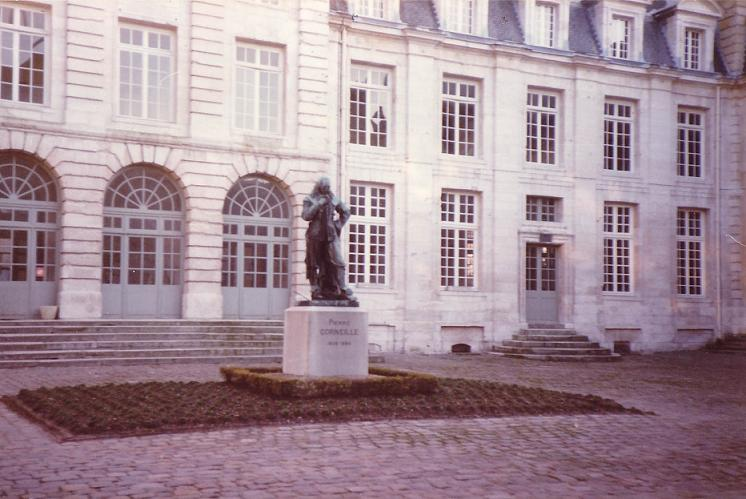
La Cour du lycée Corneille en 1987

Cité comme ingénieur du roi dès 1714, il reçoit, en 1721 de la ville de Rouen, une allocation de 1 500 livres pour avoir été chargé de l’inspection du port de Rouen en qualité d’Ingénieur des ponts et chaussées. Vingt-sept ans plus tard, le 30 août 1748, un arrêt du Conseil de la ville lui confiait la mission de faire la visite des rivières et ruisseaux de Conches et d’Iton, opération qui l’occupa du 14 au 20 novembre de cette même année. Sans doute fut-il chargé d'autres travaux entre 1721 et 1748, car l'administration dans laquelle il officiait avait pris, dès cette époque, une grande importance grâce à une activité de jour en jour croissante. 
Martinet donnera cependant sa démission d’ingénieur du roi et obtient, le 22 avril 1749, du même Conseil une pension viagère de 1 000 livres par an. À la même époque, il aurait également acheté une charge de secrétaire du roi qui lui conférait les privilèges de la noblesse. Il meurt dans sa maison de la rue du Petit-Enfer, le 23 janvier 1760 et est enterré dans l’église Saint-Eloi, le lendemain.
« Jeudi, 24 janvier 1760, fut inhumé dans cette église, par M. le curé, le corps de M. Jean-Jacques Martinet, écuyer, conseiller secrétaire du roi, maison et couronne de France, et ancien ingénieur des ponts et chaussées de la Généralité, décédé hier, âgé d’environ 80 ans, muni des sacrements de l’église en présence de Jean-Charles Martinet et de M. Jean-Frédéric Martinet, ses fils, et de Messire Alexandre-Jacques Lucas, seigneur de Boucourt-Martot ».
Il avait épousé, le 3 juillet 1730, en l’église Saint-Vincent, Marie-Anne Capplet (Elbeuf, entre 1706 et 1708 – Rouen, église Saint-Eloi, 16 mai 1772), fille d’un riche bourgeois de Rouen, laquelle survécut de quelques années à son époux :
« Le 3 juillet 1730, Monsieur Jean Martinet, âgé de 36 ans, fils de feus Monsieur Estienne Martinet et de dame Pérone Magnière, ses père et mère, ingénieur du Roy au Département de Normandie, de la paroisse Saint-Eloy, d’une part, et damoiselle Marie Anne Capplet, âgée de 22 ans, fille de feu Monsieur Pierre Capplet et de dame Anne de Riberpré, ses père et mère, de cette paroisse, d’autre part […], ont été mariés par discrète personne maistre Estienne Varembault, prêtre, bachelier en théologie de la faculté de Paris et curé de cette paroisse [Saint-Vincent], en présence de Messire Jean Grandin, frère en loy de la dite, Jacques Billard de Néville, procureur du Roy au bailliage, François du Verd, trésorier de France, Abraham Jean Michel Cothart, écuyer, et de dame Anne de Riberprey et autres. Signé : Anne de Riberprey, Yvan Grandin, Jeanne Le Clerc, Du Vert, Billard de Nainville, Cottart, Varembault ».
Marie-Anne Capplet mourut à l’âge de 66 ans, sur la paroisse Saint-Eloi le 16 mai 1772. Elle avait légué aux pauvres de l’hôtel-Dieu une somme de 2000 livres qui fut versée par ses héritiers à cet établissement le 12 mai 1773. Elle eut au moins huit enfants de son époux :
• Jean-François, baptisé à Sainte-Marie-la-Petite le 24 avril 1731 (mort jeune).
• Marie-Anne, baptisée à Sainte-Marie-la-Petite le 28 mai 1732, mariée à Jacques-Nicolas Goy, inspecteur des manufactures de la Généralité, avec qui elle eut Eléonore Denise Goy et Alexandre André.
• Jean-Charles (1737-ap.1772).
• Madeleine-Léonor-Pélagie, baptisée à Saint-Eloi le 29 janvier 1739, épousa André de Lestoile, Maître honoraire à la Cour des Comptes le 2 juin 1762.
• Amable-Louis « Martinet des Marais », baptisé à Saint-Eloi le 9 octobre 1741. Il était, en 1765, officier au régiment de Dauphiné.
• Hélène-Françoise-Félicité, baptisée à Saint-Eloi le 25 octobre 1744, s'unit quant à elle, le 19 mars 1765, à Jean-Baptiste Goujon de Gasville, chevalier de Thorigny, ancien officier aux Gardes françaises, capitaine réformé d’infanterie au régiment de Bresse, fils de Jean-Prosper Goujon de Gasville, Intendant de la Généralité de Rouen, et d’Anne Faucon de Ris, de la paroisse de Saint-Pierre d’Évreux.
• Jean-Frédéric, baptisé à Saint-Eloi le 12 janvier 1747 et mort avant 1773.
Nous n'avons pas pu prouver que l'ingénieur et graveur François-Nicolas Martinet (1731-1800) ait été lié à Jean-Jacques Martinet.

## L’œuvre
Outre ses activités d'ingénieur, Martinet, eut le mérite de déceler très tôt les grandes aptitudes de l'architecte Antoine Matthieu Le Carpentier.

### L'hôtel de la Première Présidence (1717)
« Le roi étant informé qu’il est convenable et même nécessaire pour la commodité des habitants de la ville que les sieurs premiers Présidents de son Parlement de Rouen soient logés dans une maison fixe et dont la situation soit commode au public, et S. M. ayant fait examiner en son Conseil les moyens les moins onéreux pour avoir les fonds nécessaires, tant pour l’acquisition d’un emplacement que pour le bâtiment qui doit être construit, il lui paru que la prorogation, pendant trois années, de l’octroi qui se lève sur les boissons dont l’adjudication doit finir au mois de juin 1726, serait la voie la moins à charge pour subvenir à cette dépense […] »
Ainsi fut décidée la construction, par arrêt du Conseil d’État du 20 avril 1717 et aux frais de la ville, d'un hôtel pour le Premier Président du Parlement, Nicolas-Pierre Le Camus (v. 1667-1734), Sieur de Pontcarré. On choisit alors l'emplacement rue Saint-Lô.
En effet, lors de sa fondation, le Parlement de Normandie avait été installé de manière somptueuse dans le Palais de Justice actuel, mais son Président estimait ne pas loger à cette époque dans une demeure digne de sa fonction. Cependant, à la mort de Louis XIV, les Parlements qui se sentaient humiliés de longue date, semblèrent retrouver un semblant de vigueur. Le Régent tenta une réaction contre le gouvernement des ministres bourgeois et appela la grande noblesse aux conseils de la couronne, lesquels furent créés ou élargis à cette occasion. Il rendit ainsi aux Parlements le droit de remontrance et, en 1718, le Parlement de Normandie en remercièrent officiellement le futur Louis XV. Une des attentions du nouveau régime pour les vieilles institutions, un peu effacées par l’éclat imposant et l’absolutisme de Louis XIV, fut de bâtir rue Saint-Lô un logis somptueux pour le chef en qui la majesté de la Justice était symbolisée. On avait choisi l’emplacement au nord du Palais afin d’assurer, par un passage en arcade (détruit en 1855) sur la rue Saint-Lô, une communication avec le Parlement.
« L’hôtel de M. Le Premier Président a été bâti en 1717 et a coûté 400 000 francs à la ville. La structure en est noble et majestueuse, telle qu’il convenait au logement du Chef d’une des premières cours du Royaume. Dans un vestibule à droite, on voit une inscription latine qui marque le temps de la construction de l’hôtel et le nom de ceux qui étoient alors à la tête de la ville. Aux deux côtés de l’inscription, sont deux bustes, dont l’un représente Louis XII et l’autre son fidèle ministre, le cardinal d’Amboise ».
L’arrêt du 20 mars était le point de départ de divers projets qui bouleversèrent la vie palais. Dès le 17 avril suivant, un nouvel acte émanant de Paris vint confirmer le choix de la rue Saint-Lô, les projets présentés par « le sieur Martinet, ingénieur », en procédant aux nécessaires expropriations. 
La rue était en effet idéalement placée pour accueillir le nouvel hôtel car le palais de justice, tout proche, était le lieu de travail du Président. Martinet signa son premier devis dès le 10 avril pour un total de 85 229 livres 3 sols 9 deniers. L’intendant de la Généralité de Rouen, Jean-Prosper Goujon de Gasville (1684-1746), procéda aux expropriations nécessaires tandis que le plan et le devis furent revus par Martinet en 1717. Le 27 avril de l’année suivante, un nouvel arrêt autorisa l’augmentation du devis de près de 21 576 livres en approuvant l’adjudication du 2 juin précédent. 
Les travaux furent adjugés aux entrepreneurs Étienne-Nicolas et Jacques Barjolle, maîtres-maçons, et reçus les 6 février 1719, 10 & 24 janvier 1720 puis le 14 mars 1721. De 1719 à 1721, trois remises ainsi que l’écurie furent élevés. Un premier arrêt du 28 février 1719 autorisa toutefois l’agrandissement de cette dernière car on ne la jugeait pas assez digne d’une «maison de cette importance », tandis que les trois remises de carrosses étaient à peine suffisantes. On procéda donc à la construction de doubles châssis dans les appartements car les écuries, initialement prévues au devis en simples colombages de bois, s’avérèrent susceptibles de brûler et de mettre en danger le Palais, « qui est le plus bel édifice de toute la ville ». L’achat de nouveaux terrains devint nécessaire et, le 30 mars, les Religieux de Saint-Antoine cédèrent, sur la cour Talon, « une grande porte cochère vis-à-vis du portail du Prieuré de Saint-Lô » contre 10 000 livres. 
L’affaire des écuries fut le sujet de nombreux tracas dû, probablement, au laxisme des entrepreneurs. Ainsi, le 19 mars 1722 au matin, la grande écurie, pourvue d’une voûte en pierre, trop lourde et surbaissée, aux matériaux probablement mauvais, s’écroula sur les chevaux du pauvre M. de Pontcarré, et donna lieu à des poursuites en responsabilité contre l’ingénieur et les entrepreneurs. 
Quelques fissures avaient pourtant attiré l’attention du Premier Président le dimanche précédent et les Barjolle en furent prévenus. Promettant d’examiner le défaut, ils avaient cependant négligé de se déplacer. Avertis du désastre, les échevins Antoine Lepigny, sieur de Bimar et Jean-Baptiste Alexandre se rendent chez le Président, accompagnés du mercier-grossier Nicolas Le Planquois, alors procureur, et du greffier Claude Coignard. Dans leur groupe, trois architectes bien connus sont également cités : Antoine Matthieu Le Carpentier, Jacques II Millets-Desruisseaux et Pierre Jarry. L’expertise en règle dura trois jours et, si les entrepreneurs furent bien présents aux différentes séances, Martinet, quant à lui, refusa de signer le premier procès-verbal, sans doute pour ne pas engager sa responsabilité, et, les jours suivants, ignora les convocations, malgré les courriers des huissiers. 
Les pertes pour M. de Pontcarré, contrarié d’avoir à louer des chevaux pour se rendre à Paris, s’élevèrent à huit bêtes (évalués à 5 000 livres), 300 livres de harnais, 330 mines d’avoine (au prix de 5 livres 10 sols la mine). La Cour du Palais, estimant toutefois Martinet comme responsable des sommes engagées pour le chantier, dépêcha un expert, Louis Darneuse Dessablonnières, pour définir les responsabilités (arrêts des 6 et 22 avril 1722). 
Si l’ensemble de l’ouvrage de Martinet fut jugé conforme aux devis, il dut prendre à sa charge les écuries. Mais Martinet garda son aura d’ingénieur, conserva son poste, bâtit beaucoup (Lycée Corneille et château d’Yville) et maria aisément ses filles. 
Le 23 mars 1719, alors que les travaux ont repris, on dépêcha sur place une nouvelle inspection concernant les toits, suspectant une malfaçon et des économies trop sévères du plombier Lamain. Les sieurs Cotil et Le François, également plombiers, trouvent ainsi que la moitié des chéneaux sont trop étroits et trop profonds, « les plombs n’ont point l’épaisseur qu’ils devraient avoir pour la largeur […], le plomb sur le faîte est trop étroit de 6 pouces et le plomb des lucarnes est trop mince »… 
Le 9 février 1720, le montant supplémentaire des travaux s’élevait à 106 500 livres, et les honoraires de Martinet à 10 800 livres. « Pour la perte par eux faite dans l’exécution du premier devis, à cause de l’augmentation considérable qui est survenue dans le prix des matériaux », les Barjolles reçurent une gratification de 4 860 livres et, le 14 mars 1721, Martinet acheva la réception des travaux. Succédant à Le Camus, Armand Thomas Hue de Miromesnil puis Nicolas de Motholon préservèrent l’édifice qui abrita entre autres institutions la mairie de Rouen en 1791. Les Sociétés savantes prirent, en 1852, possession de l’hôtel avant sa complète destruction lors des bombardements de 1944. Seule la porte monumentale a été, à l’issue conservée, jadis ouvrant sur un charmant marché aux fleurs ; aujourd'hui largement occultée par un ensemble de résidences à l'aspect froid.

### Le château d'Yville-sur-Seine
Véritable petit bijou architectural telle la Normandie en recèle d'innombrables, le château d'Yville s'élève sur la commune d'Yville-sur-Seine. Il s'agit d'une belle demeure bâtie en 1708 sur des plans « attribués » (un peu trop facilement à notre sens) à Jules Hardouin-Mansart. C'est Martinet qui reprend les travaux entre 1723 et 1735. Il choisira pour cela une belle pierre de taille en calcaire issue de la région, avec brique et pierre en remplissage bois et pan de bois. 
N’oublions pas qu’une des filles de Martinet épousera en 1765 un membre de la famille Goujon de Gasville, seigneurs d’Yville-sur-Seine… ! On comprend alors qu'il y mit tout son savoir pour briller auprès d'un de ses parents par alliance.
C’est au XIIIe siècle que la tradition fait remonter la fondation d’une chapelle à Pouillé, fief de Guillaume d’Yville. En 1407, Jacques de Trie rend aveu au roi pour le manoir seigneurial d’Yville avec un colombier, des granges, étables et jardins. Ce manoir sera détruit en 1708. En 1720, le château d’Yville appartient au financier Law. En 1708, François Le Menu de La Noë entreprend la reconstruction de la demeure mais la laisse inachevée. L’adjudication est continuée au profit de Prosper Goujon, marquis de Gasville en 1723. L’expertise menée par Gilles Hue, architecte à Pont-Audemer, signale que le château commencé mesurait 66 pieds de long sur la face du jardin. Tout a été laissé à l’abandon et il faut réparer deux petits perrons de sortie de la cour du château pour aller au jardin d’honneur, réparer les communs, les basses-cours. Les jardins sont en très mauvais état : 300 arbres et 6 carrés sont signalés près du colombier. Les avenues de la cour d’honneur ont disparu. Cette même année 1723, a lieu la visite de la chapelle du château solidement bâtie, éloignée de la demeure de 150 pieds et ayant 40 pieds de long sur 20 de large, 4 grandes fenêtres, deux du côté des bois de Mauny et deux du côté de la Seine, lambrissée en sapin, plafond ou voûte de plâtre : « Elle est sise dans la cour d’honneur ». La reconstruction est confiée à Martinet selon le devis rédigé par Flambart, intendant d’Yville, tandis qu’on s’occupe de replanter le jardin. L’ensemble est presque terminé en 1735 (on en est encore à la couverture d’ardoise et aux carreaux des fenêtres). Prosper Goujon de Gasville s’y installe en 1742. La rampe de fer pour le grand escalier est commandée en 1766 à Louis Gérome Hegaux, maître serrurier à Caudebec.